# Totara Heights
Totara Heights est une banlieue de la cité d’Auckland, située dans l’île du Nord de la Nouvelle-Zélande. 

## Situation
Elle est localisée dans le sud de Goodwood Heights, à l’est de celle de  Wiri et au nord de  The Gardens.